# Rio Bejan
O Rio Bejan é um rio da Romênia afluente do Rio Mureş, localizado no distrito de Hunedoara.